# 勝俣進
勝俣 進（かつまた すすむ、1956年2月17日 - ）は、山梨県富士吉田市出身の元サッカー選手、サッカー指導者、元地方公務員、政治家。元山梨県富士吉田市議会議員（4期）。現役時代のポジションはFW。

## 経歴
小学校よりサッカーを始め、山梨県立甲府工業高校を経て、法政大学に入学。在学中はサッカー部に所属した。1978年に大学を卒業して富士吉田市役所に勤務。また、甲府サッカークラブ（現在のヴァンフォーレ甲府）に加入した。1984年に現役を引退した。
1993年に富士吉田市役所を退職し、ドイツのサッカークラブ、ヴェルダー・ブレーメンにアシスタントコーチとして就任後、1994年に甲府クラブの監督に就任したが、同年で退任した。
1998年にJFA 公認S級コーチのライセンスを取得後、1999年にJリーグに加盟したばかりのヴァンフォーレ甲府の監督に5年ぶりに就任したが、再び1年限りで退任した。
2001年より富士吉田市サッカー協会顧問に就任し、同市のクラブチーム・ヴォルケーノ富士吉田のゼネラルマネージャーも兼任している。

### 政治家として
1995年に富士吉田市議会議員に当選し、2011年まで4期16年に渡り富士吉田市議を務めた。2007年の4期目には富士吉田市議会議長に就任した。
2011年4月の山梨県議会議員選挙に立候補し、富士吉田市選挙区から出馬して6,092票を獲得するも3位で落選した。
2015年4月には富士吉田市長選挙に立候補して11,516票を獲得したが、18,413票を獲得した現職の堀内茂に敗れた。
2019年4月にも再度富士吉田市長選挙に立候補し、前回と同様に堀内との一騎打ちとなった。結果的に13,279票と前回よりも得票数を伸ばすも、堀内が16,146票を獲得したため雪辱を果たすには至らなかった。

## 個人成績
| 国内大会個人成績 | 国内大会個人成績 | 国内大会個人成績 | 国内大会個人成績 | 国内大会個人成績 | 国内大会個人成績 | 国内大会個人成績 | 国内大会個人成績 | 国内大会個人成績 | 国内大会個人成績 | 国内大会個人成績 | 国内大会個人成績 |
| 年度             | クラブ           | 背番号           | リーグ           | リーグ戦         | リーグ戦         | リーグ杯         | リーグ杯         | オープン杯       | オープン杯       | 期間通算         | 期間通算         |
| 年度             | クラブ           | 背番号           | リーグ           | 出場             | 得点             | 出場             | 得点             | 出場             | 得点             | 出場             | 得点             |
| 日本             | 日本             | 日本             | 日本             | リーグ戦         | リーグ戦         | JSL杯            | JSL杯            | 天皇杯           | 天皇杯           | 期間通算         | 期間通算         |
| ---------------- | ---------------- | ---------------- | ---------------- | ---------------- | ---------------- | ---------------- | ---------------- | ---------------- | ---------------- | ---------------- | ---------------- |
| 1978             | 甲府ク           |                  | JSL2部           |                  |                  |                  |                  |                  |                  |                  |                  |
| 1979             | 甲府ク           |                  | JSL2部           |                  |                  | 1                | 0                |                  |                  |                  |                  |
| 1980             | 甲府ク           |                  | JSL2部           |                  |                  |                  |                  |                  |                  |                  |                  |
| 1981             | 甲府ク           |                  | JSL2部           |                  |                  |                  |                  |                  |                  |                  |                  |
| 1982             | 甲府ク           |                  | JSL2部           |                  |                  |                  |                  |                  |                  |                  |                  |
| 1983             | 甲府ク           |                  | JSL2部           | 13               | 3                | 2                | 0                | 0                | 0                | 15               | 3                |
| 1984             | 甲府ク           |                  | JSL2部           | 14               | 0                |                  |                  |                  |                  |                  |                  |
| 通算             | 日本             | 日本             | JSL2部           |                  |                  |                  |                  |                  |                  |                  |                  |
| 総通算           |                  |                  |                  |                  |                  |                  |                  |                  |                  |                  |                  |

## 監督成績
| 年度 | 所属  | クラブ | リーグ戦 | リーグ戦 | リーグ戦 | リーグ戦 | リーグ戦 | リーグ戦 | カップ戦      | カップ戦 |
| 年度 | 所属  | クラブ | 順位     | 試合     | 勝点     | 勝利     | 引分     | 敗戦     | Jリーグカップ | 天皇杯   |
| ---- | ----- | ------ | -------- | -------- | -------- | -------- | -------- | -------- | ------------- | -------- |
| 1994 | 旧JFL | 甲府ク | 14位     | 30       | -        | 9        | -        | 21       | -             | 2回戦    |
| 1999 | J2    | 甲府   | 10位     | 36       | 18       | 5        | 4        | 27       | 1回戦         | 2回戦    |